# Katissa zimarae
Katissa zimarae là một loài nhện trong họ Anyphaenidae.
Loài này thuộc chi Katissa. Katissa zimarae được Eduard Reimoser miêu tả năm 1939.